# Gagny
Gagny là một xã trong vùng đô thị Paris, thuộc tỉnh Seine-Saint-Denis, vùng hành chính Île-de-France của nước Pháp, có dân số là 36.715 người (thời điểm 1999).

## Thông tin nhân khẩu
| 1936   | 1946   | 1954   | 1962   | 1968   | 1975   | 1982   | 1990   | 1999   |
| ------ | ------ | ------ | ------ | ------ | ------ | ------ | ------ | ------ |
| 13 495 | 13 783 | 17 255 | 29 004 | 35 780 | 36 772 | 34 861 | 36 059 | 36 715 |

## Các thành phố kết nghĩa
- Berlin-Wilmersdorf, Đức
- Minden, Đức
- London Borough of Sutton, Vương quốc Anh
- Gladsaxe Đan Mạch
- Tavarnelle Val di Pesa Ý